# Sancergues
Sancergues é uma comuna francesa na região administrativa do Centro, no departamento Cher. Estende-se por uma área de 15,52 km². Em 2010 a comuna tinha 655 habitantes (densidade: 42,2 hab./km²).